# پیتر کولوسیمو
پیتر کولوسیمو با نام مستعار پیر دومنیکو کولوزیمو (به ایتالیایی: Peter Kolosimo)؛ (زاده ۱۵ دسامبر ۱۹۲۲ – درگذشته ۲۳ مارس ۱۹۸۴)، روزنامه‌نگار و نویسنده ایتالیایی بود. او در زمره بنیانگذاران شبه باستان‌شناسی قرار می‌گیرد، موضوعی بحث‌برانگیز که در آن تفسیرهایی از گذشته ارائه می‌شود که توسط جامعه علمی باستان‌شناسی پذیرفته نشده است و روش‌های جمع‌آوری داده‌ها و تحلیل پذیرفته شده این رشته را رد می‌کند. او همچنین نظریه‌های فضانوردان باستانی در مورد تماس موجودات فرازمینی و تمدن‌های بشری باستانی را رایج کرد.
در اواخر دهه ۱۹۵۰ و دهه ۱۹۶۰، مقالات او در برخی از اولین مجلات علمی تخیلی ایتالیا، مانند رمانزی دل کوسمو (رمان‌های کیهانی) منتشر شد و به طور مرتب در مجله علمی/علمی تخیلی اولتری ال چرو منتشر شد. او کتاب‌های بسیار بیشتری منتشر کرد که همگی در چند زبان از جمله روسیه، ژاپن و چین ترجمه شده‌اند. در دهه ۱۹۷۰ و اوایل دهه ۱۹۸۰ تا زمان مرگش، او سردبیر بسیاری از مجلات، از جمله پی کاپا ، مجله فانتاکیالوجیا بود که همان موضوعاتی را که کولوسیمو در کتاب‌هایش می‌نوشت را پوشش می‌داد. در اواخر زندگی، او با همسرش، کاترینا، که یک دختر به نام الساندرا (متولد ۱۹۷۰) داشت، چند کتاب نوشت.
کولوسیمو انجمن ایتالیایی مطالعات ماقبل تاریخ (ASP) را تأسیس کرد.
ادعاهای کولوسیمو در مورد تأثیر فضانوردان باستانی بر تمدن های بشری به عنوان شبه تاریخ در نظر گرفته می شود. جیسون کولویتو در بررسی کتاب «نه از این جهان» اثر کولوسیمو ادعا کرده است که این کتاب شواهدی را جعل می‌کند، منابع را اشتباه ترجمه می‌کند و داستان‌های علمی تخیلی و واقعیت را با هم ترکیب می‌کند.
او در سال ۱۹۸۴ در میلان درگذشت.